# Haraholmen (i Dragsfjärden, Kimitoön)
Haraholmen är en ö i Finland. Den ligger i sjön Dragsfjärden och i kommunen Kimitoön i den ekonomiska regionen  Åboland  och landskapet Egentliga Finland, i den södra delen av landet, 140 km väster om huvudstaden Helsingfors. Öns area är 1,2 hektar och dess största längd är 230 meter i nord-sydlig riktning.